# Порт Ладлоу (Вашингтон)
Порт Ладлоу (енгл. Port Ludlow) насељено је место без административног статуса у америчкој савезној држави Вашингтон.

## Демографија
По попису из 2010. године број становника је 2.603, што је 635 (32,3%) становника више него 2000. године.
| Група             | 2000.         | 2010.         |
| Белци             | 1.878 (95,4%) | 2.439 (93,7%) |
| Афроамериканци    | 2 (0,1%)      | 8 (0,3%)      |
| Азијати           | 28 (1,4%)     | 34 (1,3%)     |
| Хиспаноамериканци | 30 (1,5%)     | 52 (2,0%)     |
| Укупно            | 1.968         | 2.603         |